# Canzoni da intorto
Canzoni da intorto è il 25º album in studio del cantautore italiano Francesco Guccini, pubblicato il 18 novembre 2022.

## Descrizione
È il primo album in studio in dieci anni dal precedente del 2012, L'ultima Thule, e contiene undici cover di brani popolari e di canzoni d'autore, arrangiate da Fabio Ilacqua, che il cantautore voleva registrare da decenni. Descritto come un concept album, il disco è stato pubblicato solo in formati fisici «per valorizzare e distinguere la sua natura». Tra gli ospiti del disco Davide Van De Sfroos, che in Ma mì interpreta il commissario e in Addio Lugano canta nei cori.. Il brano Baron Litron è un tradizionale piemontese rielaborato dal cantautore torinese Roberto Balocco, che l'aveva inciso nel 1969 L'edizione in CD contiene una traccia fantasma, Sluha naroda, sigla della omonima serie televisiva in Italia nota come Servitore del popolo interpretata dal presidente ucraino Volodymyr Zelens'kyj, che Guccini canta in ucraino concludendo con il saluto nazionale Slava Ukraïni!.

## Tracce
1. Per i morti di Reggio Emilia (Fausto Amodei)
2. El me gatt (Ivan Della Mea)
3. Baron Litron (Tradizionale; rielaborazione di Roberto Balocco)
4. Ma mì (testo: Giorgio Strehler – musica: Fiorenzo Carpi)
5. Tera e aqua (testo: Luigi Fossati – musica: Sergio Liberovici)
6. Le nostre domande (testo: Franco Fortini – musica: Margot)
7. Nel fosco fin del secolo morente (Luigi Molinari)
8. Greensleeves
9. Quella cosa in Lombardia (testo: Franco Fortini – musica: Fiorenzo Carpi)
10. Addio a Lugano (Pietro Gori)
11. Sei minuti all'alba (Enzo Jannacci)

Traccia bonus nell'edizione CD
1. Sluha naroda (ghost track cantata in lingua ucraina)

## Classifiche

### Classifiche settimanali
| Classifica (2022) | Posizione massima |
| ----------------- | ----------------- |
| Italia            | 2                 |

### Classifiche di fine anno
| Classifica (2022) | Posizione |
| ----------------- | --------- |
| Italia            | 38        |